# Kocaeli (tartomány)
Kocaeli tartomány Törökország egyik tartománya a Márvány-tengeri régióban, székhelye İzmit körzete. A szomszédos tartományok Sakarya, Bursa, Yalova és İstanbul. A tartomány a Kocaeli-félszigeten terül el, az İzmit-öböl körül.

## Körzetek
A tartománynak hét körzete van:
- Derince
- Gebze
- Gölcük
- İzmit
- Kandıra
- Karamürsel
- Körfez